# Akodon molinae
Akodon molinae là một loài động vật có vú trong họ Cricetidae, bộ Gặm nhấm. Loài này được Contreras mô tả năm 1968.